# 東區 (大阪市)
東區是過去曾存在於日本大阪市的行政區，位於現在中央區的北部和東部，北側臨土佐堀川、大川、寢屋川，東側為大阪環狀線；包括大阪的象徵大坂城和過去江戶時代大坂的商業中心船場都位於本區。
東區已於1989年2月13日與位於南側的南區合併為新設立的中央區。

## 歷史
東區在江戶時代屬於當時的大坂市區大坂三鄉。大坂三鄉的區域在1879年實施郡區町村編制法時設立為東區、西區、南區、北區，直接隸屬於大阪府；1889年在這四區的範圍設立大阪市，這四區也同時改隸屬大阪市，成為市轄的行政區。
1897年，原屬東成郡的玉造町、東平野町、清堀村、西高津村和中本村的猫間川以西地區、鶴橋村的大阪鐵道（現在的大阪環狀線）以西區域被併入大阪市，並劃入東區；1925年，原屬東平野町和西高津村的區域被分出另設為天王寺區。1943年大阪市重新劃分行政區劃時，和東側的和旭區、城東區、東成區重新以城東線（現在的大阪環狀線）為界劃分轄區。
1989年與南區合併為新設立的中央區。